# Belleair Shore
Belleair Shore è un comune degli Stati Uniti d'America, situato in Florida, nella contea di Pinellas.